# Rivelatore elettrolitico
Il rivelatore elettrolitico, o liquido a barretter, era un tipo di rivelatore (demodulatore) utilizzato nei primi ricevitori radio. Utilizzato per la prima volta dal ricercatore radiofonico canadese Reginald Fessenden nel 1903, è stato utilizzato fino al 1913 circa, dopo di che è stato sostituito da rilevatori di cristalli e rilevatori a tubo a vuoto come la valvola Fleming e Audion (triodo). Era considerato molto sensibile e affidabile rispetto ad altri rilevatori disponibili all'epoca come il rilevatore magnetico e il coherer. Fu uno dei primi rivelatori raddrizzatori, in grado di ricevere trasmissioni AM (suono). Il 24 dicembre 1906, navi della marina statunitense con ricevitori radio dotati di rilevatori elettrolitici di Fessenden ricevettero la prima trasmissione radio AM dal trasmettitore di Brant Rock, Massachusetts, di Fessenden, consistente in un programma di musica natalizia.

## Storia
Fessenden, più di ogni altra persona, è responsabile dello sviluppo della trasmissione radio a modulazione di ampiezza (AM) intorno al 1900. Mentre lavorava allo sviluppo di trasmettitori AM, si rese conto che i rilevatori di onde radio utilizzati nei ricevitori radio esistenti non erano adatti a ricevere segnali AM. I radiotrasmettitori dell'ora trasmettevano informazioni per radiotelegrafia; il trasmettitore veniva acceso e spento dall'operatore utilizzando un interruttore chiamato tasto telegrafico che produceva impulsi di onde radio, per trasmettere dati di testo utilizzando il codice Morse. Quindi i ricevitori non dovevano estrarre un segnale audio dal segnale radio, ma rilevavano solo la presenza o l'assenza della frequenza radio per produrre "click" nell'auricolare che rappresentavano gli impulsi del codice Morse. Il dispositivo che ha fatto questo è stato chiamato un "rilevatore". Il rivelatore utilizzato nei ricevitori dell'epoca, chiamato coherer, fungeva semplicemente da interruttore, che conduceva corrente in presenza di onde radio, e quindi non aveva la capacità di demodulare, o estrarre il segnale audio da una radio modulata in ampiezza. onda.
Il modo più semplice per estrarre la forma d'onda sonora da un segnale AM è rettificarlo; rimuovere le oscillazioni su un lato dell'onda, convertendola da corrente alternata a corrente continua variabile. Le variazioni nell'ampiezza dell'onda radio che rappresentano la forma d'onda del suono causeranno variazioni nella corrente e quindi possono essere convertite in suono da un auricolare. Per fare ciò è necessario un raddrizzatore, un componente elettrico che conduce la corrente elettrica in un solo verso e blocca la corrente nel verso opposto. All'epoca era noto che il passaggio di corrente attraverso soluzioni di elettroliti come gli acidi poteva avere questa proprietà di conduzione unilaterale.
Nel 1902 Fessenden sviluppò quello che chiamò un rivelatore "barretter" che avrebbe rettificato un segnale AM, ma non era molto sensibile. Il barilotto usava un sottile filo di platino, chiamato filo di Wollaston, fabbricato come un'anima di platino in una guaina d'argento che doveva essere rimossa con l'acido. Nel processo di spellatura del filo di Wollaston, Fessenden lo lasciò immerso nell'acido troppo a lungo, consumando la maggior parte del filo finché solo una punta rimase a contatto con la soluzione; notò che rispondeva bene ai segnali radio generati nelle vicinanze e poteva essere utilizzato come nuovo tipo di rilevatore.
Questa storia fu contestata all'epoca, con il merito della scoperta anche dato a Michele Idvorsky Pupin, W. Schloemilch, Hugo Gernsback e altri. Tuttavia, è evidente che Fessenden è stato il primo a mettere in pratica il dispositivo.

## Descrizione
L'azione di questo rivelatore si basa sul fatto che solo la punta di un filo di platino di qualche centinaio di millesimo di pollice di diametro è immersa in una soluzione elettrolitica, e alla cella così formata viene applicata una piccola polarizzazione di tensione continua. Il platino viene utilizzato perché altri metalli si dissolvono troppo rapidamente nell'acido. La corrente di polarizzazione applicata decompone la soluzione mediante elettrolisi in minuscole bolle di gas che aderiscono alla punta metallica isolando la punta metallica dalla soluzione riducendo così la corrente di polarizzazione. Una R.F. in arrivo la corrente può fluire meglio nella direzione attraverso il punto che rende il punto più negativo. Ciò ricombina i gas e aumenta l'esposizione puntuale al liquido. Il flusso di corrente RF nella direzione che rende il punto più positivo rafforza solo la resistenza dal blocco gassoso del punto. Il rilevamento risulta da questo flusso asimmetrico.
Nell'uso pratico, un circuito in serie è costituito dal rilevatore, dalle cuffie e da una batteria con un potenziometro. Il filo viene reso positivo e ad esso viene applicato direttamente il segnale da demodulare; una piccola tazza di platino (circa 5 ml) riempita con acido solforico o nitrico completa il circuito delle cuffie ed è anche collegata a massa per completare il circuito del segnale. Per regolare la cella, si immerge la punta dell'elettrodo al filo.